# Sophia de Mello Breyner Andresen
Pour les articles homonymes, voir Mello et De Mello.
Sophia de Mello Breyner Andresen (née le 6 novembre 1919  a Porto – morte en 2 juillet 2004 a Lisbonne) est une des plus importantes poétesses portugaises du XXe siècle. 
Distinguée par le prix Camões en 1999, elle est la première Portugaise à avoir reçu le plus important prix de littérature de langue portugaise. Son recueil Livro Sexto figure à la quinzième place sur la « Liste des 50 œuvres essentielles de la littérature portugaise » établie en 2016 par le Diário de Notícias.

## Biographie
Née à Porto dans une vieille famille aristocratique, elle a vécu à Lisbonne. Engagée politiquement à gauche, elle a joué un rôle de premier plan dans les combats qui ont permis l'instauration de la démocratie au Portugal. Poète avant tout (elle a publié son premier recueil, Poesia, en 1944), cette « grande dame de la littérature portugaise » est aussi l'auteur de nouvelles et récits pour la jeunesse qui, par leur richesse et leur beauté formelle, séduisent les lecteurs de tout âge.
En 1946, elle a épousé  le journaliste, politicien et avocat Francisco Sousa Tavares.
Elle est la mère de 5 enfants dont Miguel Sousa Tavares, avocat et journaliste de renom.
Des extraits de ses poèmes sont affichés dans les couloirs de l'oceanarium de Lisbonne, au fil de la visite. 
Un de ses poèmes est dédié à la mémoire de Catarina Eufémia, figure symbolique de la résistance au régime salazariste, assassinée à l'âge de 26 ans en 1954 par un garde national lors d'une grève.

## Distinctions
- Grand-croix de l'ordre de l'Infant Dom Henri

## Œuvres traduites en français
Poésie
- La Nudité de la vie, anthologie (trad. Michel Chandeigne, préf. Vasco Graça Moura), Bordeaux, L’Escampette, 1996 (ISBN 978-2-909428-45-1).
- Malgré les ruines et la mort (Poesia I, 1944)
- Méditerranée (Mar, 2001)
- Navigations (Navegações, 1983)

Contes
- Contes exemplaires [« Contos Exemplares, 1962 »] (trad. du portugais par Alice Caffarel et Claire Cayron), Éditions de la Différence, coll. « Littérature étrangère » (ISBN 978-2-7291-0332-3)
- Histoires de la Terre et de la Mer [« Histórias da Terra e do Mar, 1984 »] (trad. du portugais par Alice Caffarel et Claire Cayron), Éditions de la Différence, coll. « Latitudes » (ISBN 2-7291-0470-4)

Contes pour enfants
- Le Garçon de bronze (O Rapaz de Bronze, 1956)
- La Petite fille de la mer (A Menina do Mar, 1958)
- La Fée Oriane (A Fada Oriana, 1958)
- La Forêt (A Floresta, 1968), traduit par N. Vital et illustré par Jean-Baptiste Sécheret, éd. La Différence, 2000  (ISBN 2-7291-1303-7).

Nouvelle
- Il était une fois une plage atlantique, traduit du portugais et préfacé par Colette Lambrichs, Éditions du Canoë, 2021